# American International School of Conakry
 (septembre 2021).
L'American International School of Conakry  (AISC) est une école de jour mixte à but non lucratif, non confessionnelle, située dans le quartier Nongo de Conakry en république de Guinée.

## Histoire
L'AISC était autrefois situé près de l'océan à Matam, mais en 2015 a déménagé son campus à Nongo.
Jusqu'en 2017, l'école n'enseignait directement qu'aux élèves du primaire et du secondaire, les élèves de la 9e à la 12e année étant plutôt surveillés pendant qu'ils suivaient un programme d'enseignement à distance via le lycée de l'Université du Nebraska.
En janvier 2017, l'école a lancé son propre programme d'études secondaires et a terminé sa première promotion en 2019.

## Accréditation
L'école est accréditée par la Middle States Association of Colleges and Schools (en) (MSA-CESS).

## Voir également
- L'éducation en Guinée
- Lycée français Albert-Camus
- Liste des écoles en Guinée